# Aerosmith
Aerosmith was een Amerikaanse rockband, die sinds de jaren zeventig was uitgegroeid tot een van de grote namen in de scene.
Aerosmith bestond uit Steven Tyler, Brad Whitford, Joe Perry en Tom Hamilton.

## Geschiedenis
Aerosmith werd in 1970 in Boston opgericht. Steven Tyler, toen nog drummer, zag de band spelen in een kroeg en werd gegrepen door de rauwheid en echtheid waarmee de bandleden speelden. Al snel nam Tyler de plaats als zanger in de band in. Zijn karakteristieke stem en het gitaarwerk van Joe Perry droegen bij aan een succesvol eerste album, met onder meer het nummer "Dream on". De groep kreeg een grote schare fans en met albums als Get your Wings, Toys in the Attic en Rocks groeide de band in de jaren 70 uit tot een van de grootste rockbands van Amerika. Nummers als "Walk This Way", "Dream On" en "Sweet Emotion" worden nog steeds gezien als klassieke rocknummers.
Overmatig drugsgebruik van Tyler en Perry begon halverwege de jaren zeventig zijn tol te eisen en leverde hen de bijnaam van Toxic Twins op. Vanaf het album Draw the Line (1977) ging het bergafwaarts en Perry verliet in 1979 de band, in 1981 gevolgd door de andere gitarist, Brad Whitford. De rest van de band ging door met albums maken, met Rock in a Hard Place in 1982 als gevolg.
Het keerpunt kwam in 1984 toen Perry en Whitford terugkeerden in de band. De band startte in juni 1984 de Back in the Saddle-tournee. Na deze tournee werd begonnen met de opnames van Done With Mirrors. Dit album werd in november 1985 uitgebracht. Ondanks een sterke single in de vorm van "Let the Music Do the Talking" flopte dit album jammerlijk. Een uitgebreide tournee van januari tot augustus 1986 om deze plaat te promoten mocht niet meer baten.
Het roer moest om. Alle bandleden waren van de drugs afgekickt voordat in 1987 Aerosmith een grandioze comeback maakte met het album Permanent Vacation (o.a. "Dude Looks Like a Lady", "Rag Doll"). In Nederland brak Aerosmith door toen ze in 1986 samen met rappers Run DMC een remake opnamen van hun oude nummer "Walk This Way". Maar ook op persoonlijk vlak ging het de band steeds beter. Zowel Tyler als Perry waren definitief van de drugs af en leken hun leven definitief te hebben gebeterd. Met het album Pump, met nummers als "Love in an Elevator" en het met een Grammy gewaardeerde "Janie's Got a Gun" bevestigde de band dat ze helemaal terug waren.
Aerosmith tekende rond 1991 een deal bij platenmaatschappij Sony ter waarde van 30 miljoen dollar en 22 procent royalty's, voor maar vier albums. Er was alleen een probleem: ze moesten nog het een en ander afleveren aan Geffen, de platenmaatschappij waar ze waren ondergebracht. En in plaats van zich er makkelijk af te maken, maakte de band hun grootste succesalbum ooit, zo bleek toen in 1993 het album Get a Grip verscheen. De single "Livin' on the Edge" viel in de prijzen en won een Grammy Award. Ook werd de clip veel gedraaid door MTV, mede door de scène waarin Joe Perry een solo uitvoert op het spoor en net op tijd wegstapt als er een trein aankomt. De singles "Cryin'", "Amazing" en "Crazy" gingen vergezeld van aan elkaar verbonden videoclips, waarin blondine Alicia Silverstone een hoofdrol speelde. Ze hield aan de Aerosmith-clips een Hollywood-carrière over. In de videoclip bij "Crazy" speelde ook de dochter van Tyler, Liv, een rol. Na het succes van Get a Grip bracht Aerosmith het verzamelalbum Big ones uit. Ook deze werd platina. In 1998 werkte Aerosmith mee aan de soundtrack van Armageddon. Een van de nummers op het album, "I Don't Want To Miss a Thing", een nummer dat niet door Aerosmith was geschreven, maar door Dianne Warren, werd een internationale hit en is tot nu toe de grootste voor de groep. In deze clip is Tylers dochter Liv ook te zien. Tyler droeg tijdens de opname van de clip een ondersteuning voor zijn knie, omdat hij deze tijdens een optreden in Alaska geblesseerd had.
Na de wereldtournees voor Get A Grip en Big Ones dook Aerosmith weer de studio in voor een nieuw album, maar de eerste sessies liepen op niets uit. De tweede keer was het raak en in 1997 verscheen Nine Lives, voorafgegaan door de single "Falling in Love (Is Hard on the Knees)". Alle singles flopten echter in vergelijking met de voorgaande successen van Get a Grip, totdat onverwachts "Pink" toch nog een redelijke hit werd.
Na een aantal jaren op een laag pitje te hebben gestaan, meldde Aerosmith zich in 2004 met het coveralbum Honkin' on Bobo. Hierin ging de band weer terug naar zijn roots: de bluesrock. In 2007 hield ze een wereldtournee, waarbij ze voor het eerst in acht jaar ook Nederland aandeed. Op het Arrow Rock Festival 2007 traden ze op voor 25.000 mensen.
Na een paar dagen onzekerheid kondigde Perry in november 2009 aan dat Tyler stopte met de band om een solocarrière op te starten. Een dag later kondigde Tyler aan dat hij niet van plan was Aerosmith te verlaten. Hij deed mee met het project van Perry.
In 2010 toerde Aerosmith door Europa met de Cocked, Locked, Ready to Rock- tour, waarbij ze ook Nederland op 23 juni aandeed. Het concert zou eerst in het Goffertpark te Nijmegen worden gehouden, maar werd door een stagnerende verkoop van kaarten verplaatst naar het kleinere GelreDome in Arnhem.
Tyler tekende een contract voor seizoen 10 om jurylid te worden bij American Idol. De opnamen en uitzendingen vonden plaats van november 2010 tot juni 2011. In het jaar 2012 kwam Aerosmith met een nieuw album met negentien nummers, Music From Another Dimension.
In 2020 maakte Joey Kramer bekend dat hij een rechtszaak aanspant tegen de leden van Aerosmith, omdat hij niet terug mocht komen bij de band na zijn blessure die hij opliep in 2019. Hij werd bij deze concerten vervangen door een drumtechnicus.
In 2023 moest Aerosmith een afscheidstournee door Amerika afbreken, vanwege stemproblemen van Steven Tyler. De 76-jarige zanger herstelde hiervan onvoldoende, en in augustus 2024 werd het definitieve einde aangekondigd.

## Discografie

### Albums
| Album met eventuele hitnotering(en) in de Nederlandse Album Top 100 | Datum van verschijnen | Datum van binnenkomst | Hoogste positie | Aantal weken | Opmerkingen                            |
| ------------------------------------------------------------------- | --------------------- | --------------------- | --------------- | ------------ | -------------------------------------- |
| Aerosmith                                                           | 13-01-1973            | -                     | -               | -            |                                        |
| Get Your Wings                                                      | 01-03-1974            | -                     | -               | -            |                                        |
| Toys in the Attic                                                   | 08-04-1975            | -                     | -               | -            | ook uitgebracht op sacd                |
| Rocks                                                               | 03-05-1976            | -                     | -               | -            |                                        |
| Draw the Line                                                       | 01-12-1977            | -                     | -               | -            |                                        |
| Live! Bootleg                                                       | 27-10-1978            | -                     | -               | -            | Livealbum                              |
| Night in the Ruts                                                   | 01-11-1979            | -                     | -               | -            |                                        |
| Greatest Hits                                                       | 10-1980               | -                     | -               | -            | Verzamelalbum                          |
| Rock in a Hard Place                                                | 01-08-1982            | -                     | -               | -            |                                        |
| Done With Mirrors                                                   | 09-09-1985            | -                     | -               | -            |                                        |
| Classics Live!                                                      | 07-04-1986            | -                     | -               | -            | Livealbum                              |
| Classics Live! Vol. 2                                               | 01-06-1987            | -                     | -               | -            | Livealbum                              |
| Permanent Vacation                                                  | 05-09-1987            | -                     | -               | -            |                                        |
| Gems                                                                | 11-1988               | -                     | -               | -            | Verzamelalbum                          |
| Pump                                                                | 08-09-1989            | 30-09-1989            | 33              | 9            |                                        |
| Pandora's Box                                                       | 11-1991               | -                     | -               | -            | Boxset                                 |
| Get a Grip                                                          | 20-04-1993            | 01-05-1993            | 2               | 77           | Platina                                |
| Pandora's Toys                                                      | 08-06-1994            | 02-07-1994            | 41              | 11           | Verzamelalbum                          |
| Big Ones                                                            | 01-11-1994            | 12-11-1994            | 8               | 24           | Verzamelalbum / Goud                   |
| Box of Fire                                                         | 22-11-1994            | -                     | -               | -            | Boxset                                 |
| Nine Lives                                                          | 12-03-1997            | 29-03-1997            | 17              | 16           |                                        |
| A Little South of Sanity                                            | 20-10-1998            | 31-10-1998            | 34              | 6            | Livealbum                              |
| Just Push Play                                                      | 06-03-2001            | 24-03-2001            | 32              | 6            | ook uitgebracht op sacd                |
| Young Lust: The Aerosmith Anthology                                 | 20-11-2001            | -                     | -               | -            | Verzamelalbum                          |
| Classic Aerosmith: The Universal Masters Collection                 | 25-06-2002            | -                     | -               | -            | Verzamelalbum                          |
| O yeah! Ultimate Aerosmith Hits                                     | 02-07-2002            | 20-07-2002            | 23              | 7            | Verzamelalbum, ook uitgebracht op sacd |
| Honkin' on Bobo                                                     | 30-03-2004            | 10-04-2004            | 64              | 4            |                                        |
| Gold                                                                | 11-01-2005            | -                     |                 |              | Verzamelalbum                          |
| Rockin' the Joint                                                   | 25-10-2005            | -                     | -               | -            | Livealbum                              |
| Devil's Got a New Disguise – The Very Best of Aerosmith             | 17-10-2006            | -                     |                 |              | Verzamelalbum                          |
| Tough love: Best of the Ballads                                     | 10-05-2011            | -                     |                 |              | Verzamelalbum                          |
| The Essential Aerosmith                                             | 13-09-2011            | -                     |                 |              | Verzamelalbum                          |
| Music From Another Dimension!                                       | 06-11-2012            | 10-11-2012            | 33              | 2            |                                        |

### Singles
| Single met eventuele hitnotering(en) in de Nederlandse Top 40 | Datum van verschijnen | Datum van binnenkomst | Hoogste positie | Aantal weken | Opmerkingen                                                                    |
| ------------------------------------------------------------- | --------------------- | --------------------- | --------------- | ------------ | ------------------------------------------------------------------------------ |
| Dream On                                                      | 1973                  | 17-12-1973            | Tip             | -            |                                                                                |
| Walk This Way                                                 | 1986                  | 13-09-1986            | 2               | 10           | Nr.2 in de Nationale Hitparade / met Run DMC / TROS Paradeplaat Radio 3        |
| Rag Doll                                                      | 1988                  | 14-01-1989            | 19              | 6            | Nr.16 in de Nationale Hitparade Top 100                                        |
| Love in an Elevator                                           | 1989                  | 16-09-1989            | 9               | 8            | Nr.14 in de Nationale Hitparade Top 100 / Veronica Alarmschijf Radio 3         |
| Livin' on the Edge                                            | 1993                  | 10-04-1993            | Tip             | -            | Nr.42 in de Mega Top 50                                                        |
| Cryin'                                                        | 1993                  | 30-10-1993            | 7               | 13           | Nr.5 in de Mega Top 50                                                         |
| Dream On                                                      | 1994                  | 22-01-1994            | 12              | 8            | Nr.14 in de Mega Top 50 / Re-release van 1973                                  |
| Amazing                                                       | 1994                  | 05-02-1994            | 13              | 7            | Nr.12 in de Mega Top 50                                                        |
| Crazy                                                         | 1994                  | 11-06-1994            | 30              | 4            | Nr.28 in de Mega Top 50                                                        |
| Blind Man                                                     | 1994                  | 29-10-1994            | Tip             | -            | Nr.37 in de Mega Top 50                                                        |
| Falling in Love (Is Hard on the Knees)                        | 1997                  | 01-03-1997            | Tip             | -            | Nr.76 in de Mega Top 100                                                       |
| Hole in My Soul                                               | 1997                  | 07-06-1997            | Tip             | -            |                                                                                |
| Pink                                                          | 1997                  | 27-12-1997            | Tip             | -            | Nr.58 in de Mega Top 100                                                       |
| I Don't Want to Miss a Thing                                  | 1998                  | 15-08-1998            | 3               | 16           | Nr.3 in de Mega Top 100 / Soundtrack Armageddon / Alarmschijf / Megahit / Goud |
| Jaded                                                         | 2001                  | 03-03-2001            | 17              | 8            | Nr.54 in de Mega Top 100 / Alarmschijf                                         |
| Fly Away from Here                                            | 2001                  | 28-07-2001            | Tip             | -            | Nr.99 in de Mega Top 100                                                       |
| Girls of Summer                                               | 2002                  | 10-08-2002            | Tip             | -            |                                                                                |

| Single met hitnotering(en) in de Vlaamse Ultratop 50 | Datum van verschijnen | Datum van binnenkomst | Hoogste positie | Aantal weken | Opmerkingen                                          |
| ---------------------------------------------------- | --------------------- | --------------------- | --------------- | ------------ | ---------------------------------------------------- |
| Love in an Elevator                                  | 1989                  | -                     |                 |              | Nr. 21 in de Radio 2 Top 30                          |
| Cryin'                                               | 1993                  | -                     |                 |              | Nr. 7 in de Radio 2 Top 30                           |
| Amazing                                              | 1993                  | -                     |                 |              | Nr. 20 in de Radio 2 Top 30                          |
| Blind Man                                            | 1994                  | -                     |                 |              | Nr. 23 in de Radio 2 Top 30                          |
| I Don't Want to Miss a Thing                         | 1998                  | 29-08-1998            | 3               | 23           | Soundtrack "Armageddon" / Nr. 3 in de Radio 2 Top 30 |

### Dvd's
| Dvd's met hitnoteringen in de Nederlandse Music Top 30 | Datum van verschijnen | Datum van binnenkomst | Hoogste positie | Aantal weken | Opmerkingen |
| ------------------------------------------------------ | --------------------- | --------------------- | --------------- | ------------ | ----------- |
| Rock for the Rising Sun                                | 2013                  | 27-07-2013            | 8               | 1            |             |
| Rocks Donington 2014                                   | 2015                  | 12-09-2015            | 3               | 17           |             |

### NPO Radio 2 Top 2000
| Nummers met noteringen in de NPO Radio 2 Top 2000 | '06  | '07 | '08  | '09  | '10  | '11 | '12  | '13  | '14  | '15  | '16  | '17  | '18  | '19  | '20  | '21  | '22  | '23  | '24  |
| ------------------------------------------------- | ---- | --- | ---- | ---- | ---- | --- | ---- | ---- | ---- | ---- | ---- | ---- | ---- | ---- | ---- | ---- | ---- | ---- | ---- |
| Crazy                                             | -    | -   | -    | -    | -    | -   | -    | -    | 1694 | 1963 | 1835 | 1610 | -    | -    | -    | -    | -    | -    | -    |
| Cryin'                                            | -    | -   | -    | -    | -    | -   | -    | -    | 1599 | 1657 | 1882 | 1818 | 1877 | -    | -    | -    | -    | -    | -    |
| Dream On                                          | 1632 | 133 | 708  | 208  | 191  | 189 | 243  | 205  | 225  | 204  | 164  | 154  | 189  | 238  | 239  | 230  | 136  | 159  | 148  |
| I Don't Want to Miss a Thing                      | -    | 178 | 1030 | 441  | 294  | 278 | 419  | 369  | 378  | 356  | 384  | 420  | 530  | 578  | 580  | 598  | 671  | 697  | 704  |
| Love in an Elevator                               | -    | -   | -    | 1205 | 1008 | 997 | 1297 | 1279 | 1289 | 1510 | 1413 | 1406 | -    | -    | -    | -    | -    | -    | -    |
| Walk This Way (met Run-D.M.C.)                    | -    | -   | -    | -    | -    | -   | -    | -    | 1760 | 1805 | 1910 | 1641 | 1281 | 1444 | 1371 | 1524 | 1756 | 1722 | 1879 |

1. ↑  Een '-' betekent dat het nummer niet was genoteerd en een vetgedrukt getal geeft de hoogste notering van een nummer aan.
2. ↑  2006 was het eerste jaar met een notering voor Aerosmith.